# Bade-Bade
Das Bade-Bade (auch Badek, Badit, Battig, Rentong, Roentjau) ist ein malaiisches Messer.

## Geschichte
Das Bade-Bade wurde von den Malaien als Waffe und Werkzeug entwickelt.

## Beschreibung
Das Bade-Bade hat eine dünne, einschneidige, am Rücken leicht gebogene Klinge, die von der Angel bis fast zur Spitze gleich breit ist, wobei sie vorn an der Klinge schmaler zur Spitze ausläuft. Sie ist etwa 18 cm bis 23 cm lang. Bei manchen Versionen sind die Klingen und Beschlagteile graviert oder filigran ausgearbeitet. Das Heft (Griffstück) hat kein Parier und besteht meist aus Holz oder Horn. Die Griffzwinge besteht aus Metall. Griff und Knauf bestehen aus einem Stück. Die Scheiden werden meist aus Holz gefertigt und meist mit Metalleinlegearbeiten oder/und Rattanschnüren verziert.